# Philadelphia Phantoms
Philadelphia Phantoms byl profesionální americký klub ledního hokeje, který sídlil v pensylvánském městě Philadelphia. Šlo o farmářské mužstvo týmu Philadelphia Flyers, hrajícího v NHL. Jejich domácí aréna byla Wachovia Spectrum. Od sezony 2009/2010 klub nefunguje, z důvodů plánu demolice Wachovia Spectra majitelé přesunuli AHL do Glens Falls, kde působila v letech 2009-2014 jako nová farma Flyers klub Adirondack Phantoms.
Bylo tu několik dobrých trenérů jako John Stevens, Bill Barber a naposledy bývalý hráč Craig Berube.

## Trofeje a ocenění
- Vítěz AHL – 2x (1997/98 a 2004/05)[1]
- Vítěz základní části – 2x (1996/97 a 1997/98)
- Vítěz divize – 4x (1996/97, 1997/98, 1998/99 a 2003/04)
- Vítěz západní konference – 2x (1997/98 a 2004/05)

## Klubové rekordy
V jedné sezóně
- Góly: 47 Mike Maneluk (1999/2000)

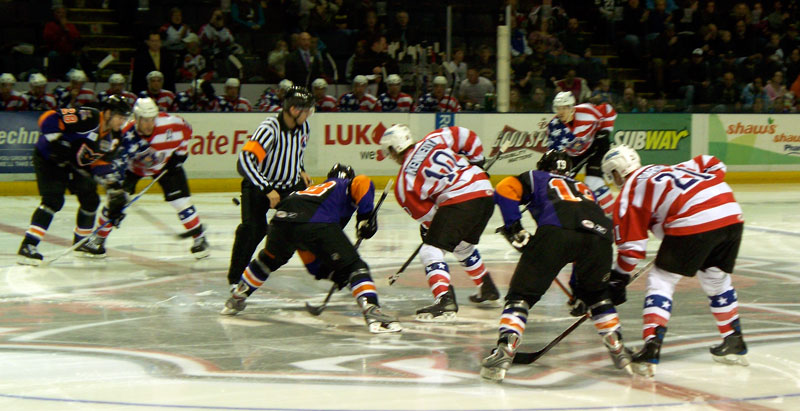
Buly při utkání Phantoms s Portland Pirates

- Asistence: 78 Peter White (1997/98)
- Body: 105 Peter White (1996/97 a 1997/98)
- Trestné minuty: 416 Francis Lessard (1999/2000)
- Průměr obdržených branek: 1.96 Neil Little (2003/04)
- Procentuální úspěšnost zákroků: 92.6 Neil Little (2001/02)

V kariéře
- Góly: 153 Peter White
- Asistence: 319 Peter White
- Body: 472 Peter White
- Trestné minuty: 1046 Pete Vandermeer
- Vítězství brankáře: 177 Neil Little
- Čistých kont: 18 Neil Little
- Odehraných zápasů: 431 Peter White

## Síň slávy Phantoms
- Bill Barber
- Frank Bialowas
- Bobby Clarke
- Neil Little
- John Stevens

Z tohoto farmářského týmu postoupili do NHL hráči jako Antero Niittymäki, Jeff Carter, Mike Richards, Patrick Sharp, Jon Sim, Joni Pitkänen, Dennis Seidenberg, R.J Umberger, Ben Eager a Randy Jones.